# Московская кавалерийская дивизия
1-я Московская кавалерийская дивизия — соединение кавалерии РККА, созданное во время Гражданской войны в России 1918—1920 годов. Являлось маневренным средством в руках фронтового и армейского командования для решения оперативных и тактических задач.

## История формирования дивизии
Жуков Георгий Васильевич, вахмистр 3-го драгунского Новотроицко-Екатеринославского полка, в ноябре 1917 выборный командир 4-го драгунского полка, потом был выборным командиром 4-й кавалерийской дивизии, от которой и был избран делегатом на съезд 1-й армии. Остатки дивизии вывел в Донецкий бассейн, где драгуны, уланы и стрелки под руководством Г. В. Жукова участвовали в первых боях с белыми, брали Таганрог и Ростов. Весной 1918 кадры дивизии были переброшены в Москву, где из них была сформирована 1-я Московская кавалерийская дивизия, Г. В. Жуков всю Гражданскую войну провёл комиссаром этой дивизии.
Московская кавалерийская дивизия была сформирована на основании приказа Высшего военного совета N 54 от 19 июня 1918 года на территории Московского военного округа из добровольцев 2-й кавалерийской дивизии старой армии под наименованием кавалерийской дивизии Московского военного округа.
10 сентября 1918 года дивизия была переименована в Московскую кавалерийскую дивизию.
Штаб кавалерийской дивизии располагался в селе Николо-Перерва.
С 8 октября 1918 года штаб кавалерийской дивизии располагался в Москве (Большой Козловский переулок, дом 4).
В состав соединения входили четыре полка.
Приказом войскам 11 армии Кавказского фронта N 62 от 28 февраля 1920 г. переименована в 1 кд. 
Приказом войскам 11 армии N 867 от 31 декабря 1920 г. переформирована в кавбригаду и включена в состав 12 кд.

## Состав

### Состав на 17 мая 1919 года
17 мая 1919 года дивизия прибыла в Ершов для усиления 4-й армии с задачей : 1. Охранять участок от Урбаха (ныне Пушкино) до Алтаты включительно. 2. Разведывать и не допускать партии противника на фронте Алтата - Новотроицкая (60 верст юго-западнее Алтаты).
Командный состав 1-й Московской кавалерийской дивизии:
- Врид, начальника Московской кавалерийской дивизии С. П. Жайворонков
- дивизионный комиссар Г. В. Жуков
- врид начальника штаба дивизии Л. И. Дубов

Боевой состав, дислокация, командир:
- штаб дивизии (станция Ершов)
- 2-й Московский кавалерийский полк (деревн Успенка, ныне не сущ., 8 км южнее Ершова)
- 3-й Московский кавалерийский полк (деревн Ганновка, ныне не сущ., 8 км южнее Ершова)
- 4-й Московский кавалерийский полк (станция Ершов)
- конно-артиллерийский дивизион (хутор Молочный, ныне не сущ., 6 км северо-восточнее Ершова)
- технический эскадрон (станция Ершов)
- отдел снабжения (хутор Жулидово, ныне не сущ., 3 км западнее Ершова)
- 33-й авиационный отряд (Ершов, район депо) — Лукандин Я. И.

21 июля 3-й и 4-й кавполки походным порядком отправились через Новорепное и Орлов-Гай в Новоузенск. 33-й авиационный отряд к этому времени был выведен из состава дивизии. В середине августа он убыл в район Астрахани, Царицына.

## Входила в состав
- В составе 4-й армии — с декабря 1919 года по февраль 1920 года, в апреле 1920 года переименованной в 10-ю Терскую армию, которая входила в состав Кавказского фронта.

Входила в состав МВО (июнь 1918-май 1919), 4 армии Восточного фронта (май-авг. 1919), 11 армии Туркестанского, Кавказского фронтов (авг. 1919-дек. 1920).

## Командный состав 1-й Московской кавалерийской дивизии

### Начальники дивизии
- Степанов Владимир Викторович — с 26 июля 1918 года по 10 мая 1919 года[4]
- Жайворонков Сергей Павлович — с 10 мая 1919 года по 10 ноября 1919 года[4]
- Кортт Освальд Альбертович — с 10 ноября 1919 года по 23 ноября 1919 года[4]
- Метсуэ-Данненштерн Александр Федорович, врид — с 23 ноября 1919 года по 24 ноября 1919 года[4]
- Геттих Александр Карлович — с 24 ноября 1919 года по 1 декабря 1919 года[4]
- Геттих Александр Карлович — с 28 декабря 1919 года по 1 июня 1920 года[4]
- Метсуэ-Данненштерн Александр Федорович, врид — с 1 июня 1920 года по 29 июня 1920 года[4]
- Кропотов Сергей Львович, врид — с 29 июня 1920 года по 4 июля 1920 года[4]
- Метсуэ-Данненштерн Александр Федорович, врид — с 4 июля 1920 года по 14 июля 1920 года[4]
- Орлов Иосиф Павлович — с 17 июля 1920 года по 8 ноября 1920 года[4]
- Водопьянов Василий Федорович — с 8 ноября 1920 года по 23 декабря 1920 года[4]
- Геттих Александр Карлович — с 23 декабря 1920 года по 31 декабря 1920 года

### Военкомы дивизии
- Жуков Георгий Васильевич — с 26 июля 1918 года по 12 сентября 1919 года[4]
- Хорошев Александр Федорович  — с 12 ноября 1919 года по 6 декабря 1919 года[4]
- Воронцов, врид — с 6 декабря 1919 года по 12 декабря 1919 года[4]
- Яицкий Василий Матвеевич — с 12 декабря 1919 года по 26 мая 1920 года[4]
- Тютюнник-Бахмуцкий — с 26 мая 1920 года по 4 июля 1920 года[4]
- Рохи Вильям Юрьевич — с 4 июля 1920 года по 31 декабря 1920 года[4]

### Начальники штаба дивизии
- Стосуй Григорий Осипович, врид — с августа 1918 года по 1 сентября 1918 года[4]
- Войтына Иван Антонович — с 1 сентября 1918 года по 18 февраля 1919 года[4]
- Дубов Леонид Иосифович — с 18 февраля 1919 года по 26 мая 1919 года[4]
- Безель Генрих Яковлевич, врид — с 26 мая 1919 года по 25 июня 1918 года[4]
- Левицкий Николай Арсентьевич — с 30 июня 1919 года по 16 сентября 1919 года[4]
- Метсуэ-Данненштерн Александр Федорович — с 16 сентября 1919 года по 1 июня 1920 года[4]
- Белавский, врид — с 1 июня 1920 года по 17 июля 1920 года[4]
- Метсуэ-Данненштерн Александр Федорович — с 17 июля 1920 года по 9 декабря 1920 года[4]
- Бучин Иван Федорович — с 9 декабря 1920 года по 31 декабря 1920 года[4]

## Известные люди, связанные с дивизией
- Капустин, Сергей Николаевич — в 1919-1921 гг. служил: командиром взвода, помощником командира батареи,  командиром батареи конно-артиллерийского дивизиона дивизии. Участвовал в Гражданской войне в апреле 1919 - октябре 1920 г. на Уральском и Южном фронтах. Впоследствии советский военный деятель, генерал-майор артиллерии, член-корреспондент Академии артиллерийских наук.
- Поляков, Николай Семёнович  (октябрь 1887 — 13 января 1938)командир взвода 3-го Московского кавалерийского полка. Впоследствии  Комбриг (1935). Расстрелян в 1937 году по обвинению в участии в военном заговоре. В 1958 году посмертно реабилитирован.